# Piano digital

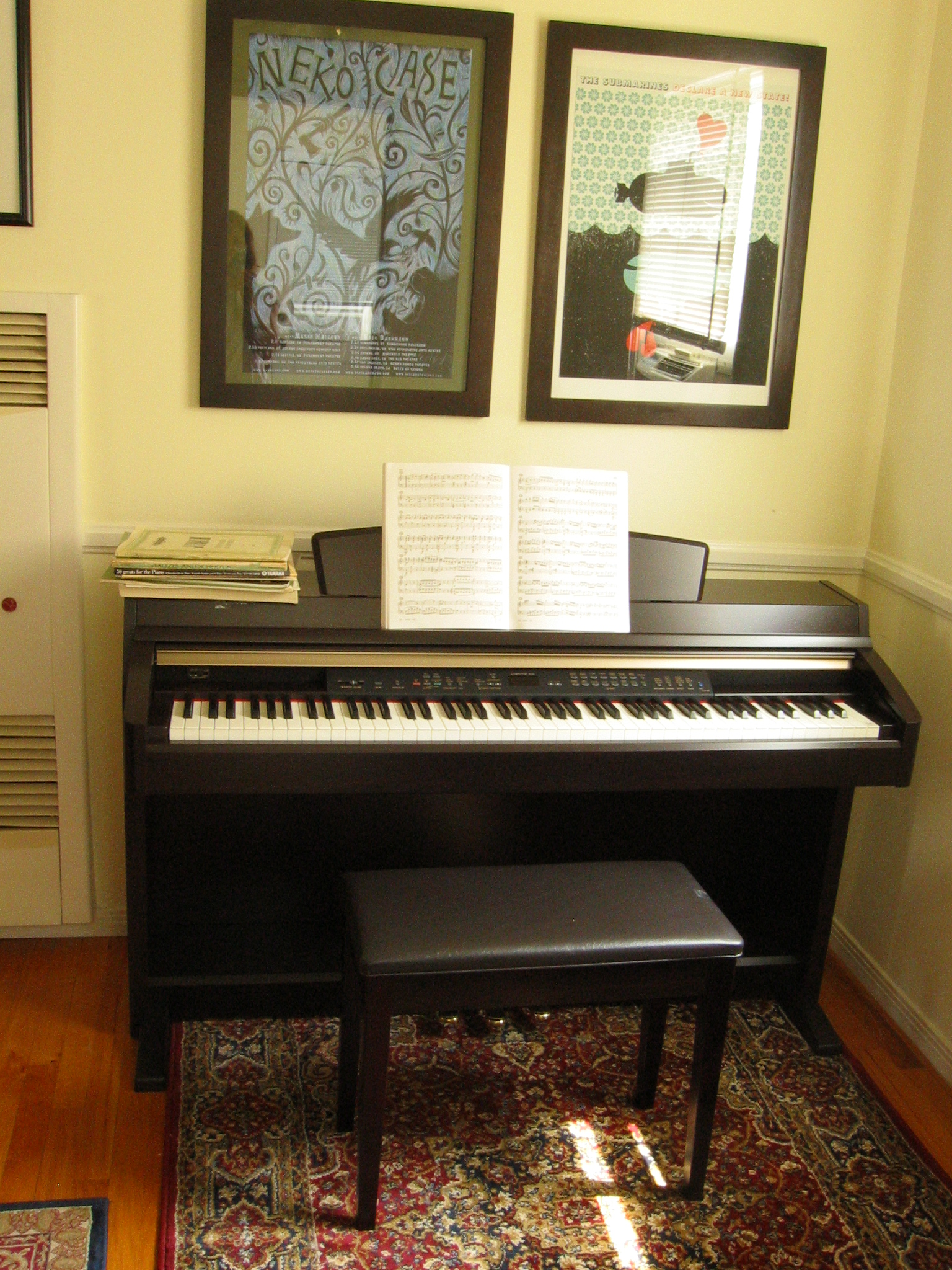
Um piano digital, um dos modelos Clavinova da marca Yamaha.

O piano digital é um instrumento musical, destinado a simular os sons de instrumentos de teclas, principalmente o piano. Trata-se de um instrumento eletrónico que produz os sons através de dados guardados digitalmente numa memória. Apesar de se tratar de um piano eletrónico, a designação “piano digital” é mais comum para distinguir dos primeiros pianos eletrónicos que eram analógicos, e não digitais.
Não deve ser confundido com piano elétrico e muito menos com teclado.
Enquanto os pianos digitais às vezes podem ficar sem um verdadeiro piano em sensação e som, eles, no entanto, possuem outras vantagens sobre os pianos acústicos. Os pianos digitais custam muito menos que um piano acústico e a maioria dos modelos é muito menor e mais leve do que um piano acústico. Além disso, os pianos digitais não precisam ser ajustados, e sua afinação pode ser modificada para combinar a afinação de outro instrumento (por exemplo, um órgão de tubo). Como os pianos digitais produzem seu som eletronicamente, o volume pode ser mais alto ou mais suave usando um controle de volume. Os pianos digitais podem ser conectados a um amplificador de teclado ou sistema PA para produzir um som alto o suficiente para um grande local. Ao mesmo tempo, a maioria dos pianos digitais podem ser tocados usando fones de ouvido, o que significa que eles são silenciosos o suficiente para praticar em um apartamento ou quarto de hotel. Alguns pianos digitais também podem emular outros sons além do piano, os mais comuns sendo órgão de cano, piano elétrico, órgão Hammond e cravo. Os pianos digitais são freqüentemente usados em apresentações escolares e amadoras para substituir instrumentos tradicionais.

## Fabricantes
Fabricantes continuam a desenvolver tecnologia para cobrir som e sentimento em um amplo espectro de qualidade e custo. Fabricantes bem conhecidos de pianos digitais são Yamaha, Roland, Kurzweil, Clavia, Casio, Korg, and Kawai.